# Phenax poiretii
Phenax poiretii är en nässelväxtart som beskrevs av Brother Alain. Phenax poiretii ingår i släktet Phenax och familjen nässelväxter. Inga underarter finns listade i Catalogue of Life.